# Geir Vídalín
Geir Vídalín, född 27 oktober 1761 i Laufás, död 20 september 1823, var en isländsk biskop.
Från latinskolan i Hólar sändes Geir till Köpenhamn, där han dimitterades privat 1781, avlade filologisk ämbetsexamen 1784 och teologisk ämbetsexamen 1789, båda med utmärkt resultat. Under studietiden gav han även privatlektioner i filosofi och matematik. Med rekommendation från regeringen återvände han till Island, där han 1791 utnämndes till domkyrkopräst i Reykjavik och 1797 till biskop i Skálholt; vid sammanslagningen av biskopsdömena Skálholt och Hólar blev han 1801 biskop över hela Island. Han flyttade 1806 till Reykjavik från den närliggande gården Lambastaðir, där han intill dess hade bott. 
Geir var en begåvad och kunnig person, dock utan intresse för litterär verksamhet. Han ombesörjde tillsammans med Magnús Stephensen den 1801 utgivna psalmboken och översatte de tre förste evangelierna. Det i Sigurður Péturssons efterlämnade dikter inkluderade mindre skådespelet Brandur anses vara skrivet av honom.